# Hadena secedens
Hadena secedens är en fjärilsart som beskrevs av Walker 1857. Hadena secedens ingår i släktet Hadena och familjen nattflyn. Inga underarter finns listade i Catalogue of Life.